# Stele von Nora

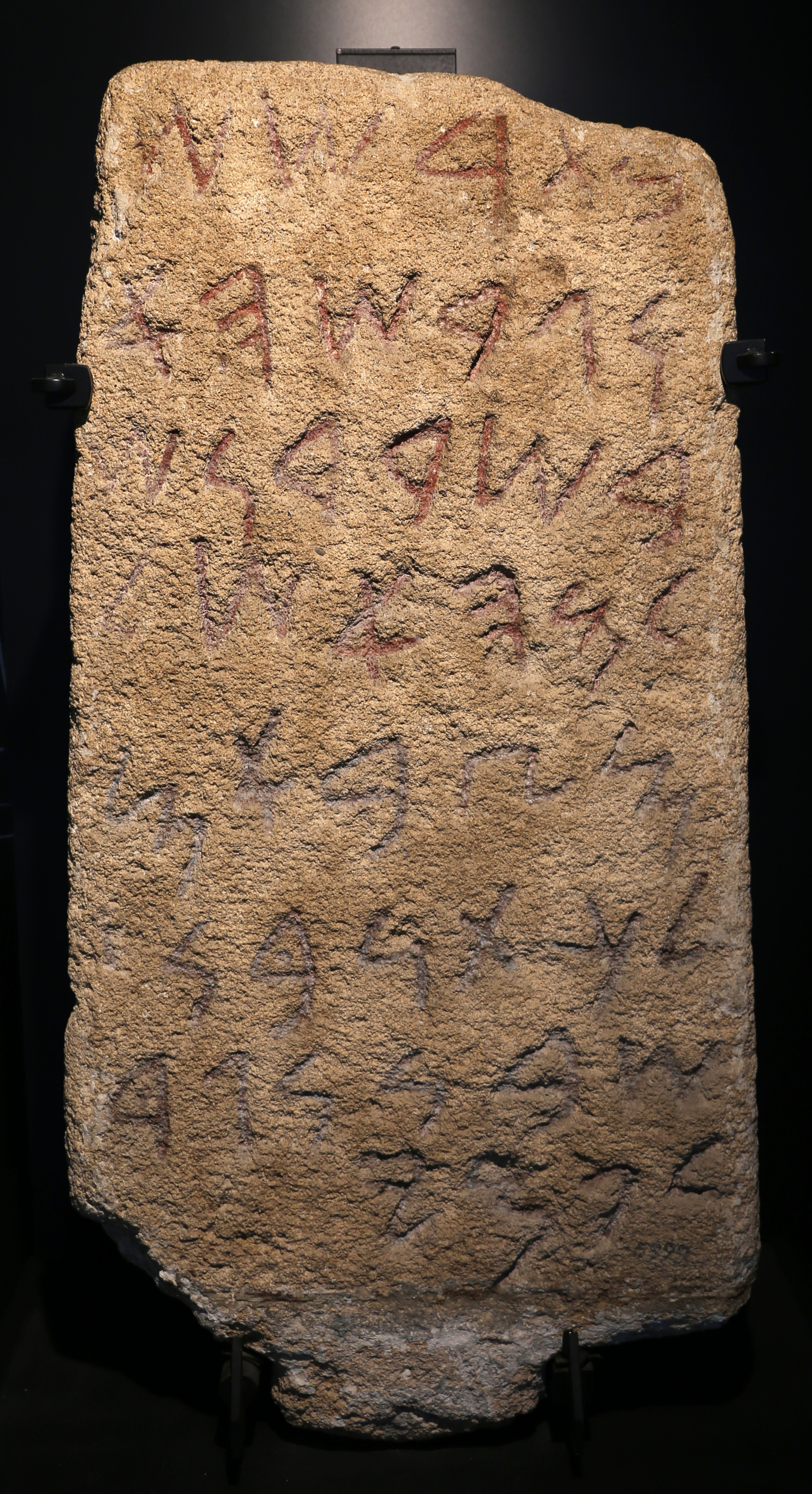
Stele von Nora

Die Stele von Nora und das Fragment von Nora sind Träger phönizischer Inschriften, die sich im Besitz des Museo Archeologico Nazionale in Cagliari auf Sardinien befinden. Sie sind nach ihrem Fundort Nora bezeichnet, einer Ruinenstadt unweit von Pula an der sardischen Südküste, und stellen die ältesten in Alphabetschrift geschriebenen Dokumente im westmediterranen Raum dar.
Die aus Sandstein bestehende, 105 cm hohe und 57 cm breite Stele von Nora wurde 1773 in einer Mauer eines neuzeitlichen Weinbergs entdeckt. Der genaue Fundort unweit der Ausgrabungsstätte von Nora an der Küste ist nicht dokumentiert. Aus paläografischen Gründen wird die Herstellung der Stele in die Zeit zwischen der Mitte des 9. Jahrhunderts und der zweiten Hälfte des 8. Jahrhunderts v. Chr. datiert.

## Inschriften

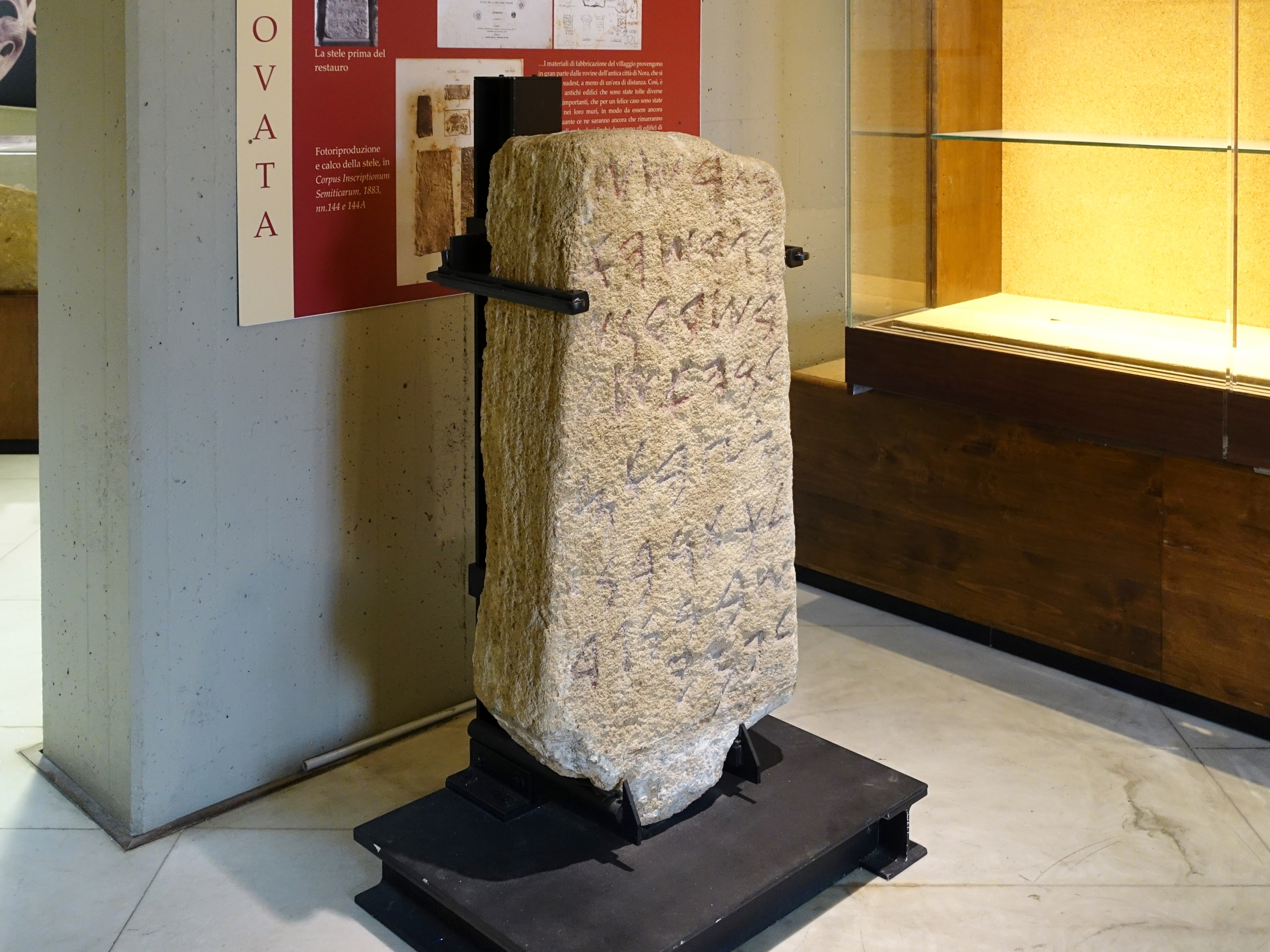
Aufstellungsort im Archäologischen Nationalmuseum Cagliari

Die Konsonantenschrift auf der etwa einen Meter hohen Stele trotzt seit ihrem Fund vor über 200 Jahren den Übersetzungsversuchen. Jeder Versuch hat eine andere Version erbracht. Sie ist ohne Worttrennung von rechts nach links geschrieben. Umstritten sind besonders die Orts- oder Götternamen. Als das berühmteste Zeugnis der Stele wird die erstmalige Benennung der Insel als Sardinien angesehen.

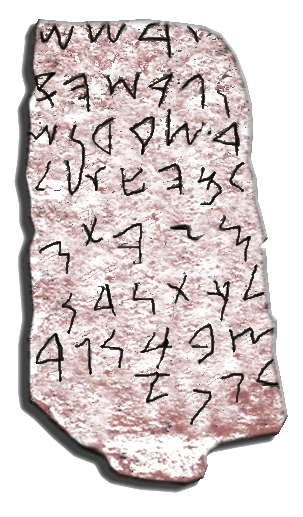
Schriftzeichen der Stele

Der Alttestamentler Frank M. Cross interpretiert die Inschrift der Stele von Nora als Siegesschrift eines Milkaton, Sohn des Sabna und General des Königs Pumayaton, der nach der Schlacht bei Tarsis (auf Sardinien und nicht Tartessos in Andalusien) mit den Sarden in Frieden lebt. Pumayaton von Tyros (831–785 v. Chr.), den die Griechen Pygmalion nannten, hat demnach auch phönizische Interessen auf Sardinien durchgesetzt und nicht nur die Gründung Karthagos veranlasst. Wie alle übrigen Interpretationen ist auch diese heftig umstritten, aber sie ist die geschichtsträchtigste.
Eine andere Übersetzung lautet: „[Dies ist] der Haupttempel von Nora, den [der Schreiber] auf Sardinien besuchte zum Zeichen des Friedens. Der auf den Frieden hofft ist Saba, Milkatons Sohn, der Nora gegenüber der Insel [von Capo Pula] erbaute.“ 
Das Norafragment entzieht sich völlig einer Deutung. Zum Fragment wurde bemerkt, dass die Zeichen auch dann einen Sinn ergäben, wenn man voraussetzt, die Schrift sei furchenwendig geschrieben worden, oder wenn man das Fragment auf den Kopf stellt.

## Sonstiges
Die Stele war von April bis Oktober 2016 in der Ausstellung „Gefahr auf See – Piraten in der Antike“ im Museum Kalkriese zu sehen.